# Héctor Veira
Héctor Rodolfo Veira (Buenos Aires, 29 maggio 1946) è un allenatore di calcio ed ex calciatore argentino, di ruolo attaccante.

## Carriera

### Club
Iniziò la sua carriera da giocatore nel San Lorenzo nel 1963; l'anno successivo fu capocannoniere del campionato argentino, formando in attacco il gruppo delle cosiddette Carasucias ("facce sporche") con Fernando Areán, Narciso Doval e Victorio Casa. Successivamente vestì le maglie di Huracán, Banfield, Santos Laguna in Messico, Siviglia in Spagna, Comunicaciones in Guatemala, Corinthians in Brasile e Universidad de Chile in Cile, prima di ritirarsi dopo aver giocato nell'Oriente Petrolero in Bolivia.

### Nazionale
Nel 1965 fece parte della Nazionale di calcio argentina durante le qualificazioni per il campionato del mondo 1966, tornando poi a giocare a livello internazionale nel 1967.

### Allenatore
Nel 1980 iniziò la sua carriera come tecnico allenando la squadra che lo aveva lanciato da giocatore, il San Lorenzo: chiamato ad allenare il River Plate, lo portò alla vittoria della Coppa Libertadores 1986 e alla successiva Coppa Intercontinentale; successivamente allenò il San Lorenzo in due periodi distinti: nel 1995 vinse il titolo proprio con la squadra del quartiere di Boedo. Alla fine del 1996 venne assunto alla guida del Boca Juniors, classificandosi al secondo posto in campionato, lasciando il club a metà aprile 1998: sul finire dello stesso anno fu scelto dalla Federazione calcistica della Bolivia come commissario tecnico della Nazionale, che guiderà fino agli inizi del 2000.
Nel 2002 allenò il Newell's Old Boys di Rosario, chiudendo poi la carriera nel San Lorenzo due anni dopo. Con 381 partite è l'allenatore con più presenze sulla panchina del club rossoblu.

## Palmarès

### Giocatore

#### Club

##### Competizioni nazionali
- Campionato argentino: 3

San Lorenzo: Metropolitano 1968, Metropolitano 1972, Nacional 1972

#### Individuale
- Capocannoniere del campionato argentino: 1

1964 (17 reti)

### Allenatore

#### Competizioni nazionali
- Campionato argentino: 2

River Plate: 1985-1986
San Lorenzo: Clausura 1995

#### Competizioni internazionali
- Coppa Libertadores: 1

River Plate: 1986
- Coppa Intercontinentale: 1

River Plate: 1986